# Florence Tunks
Florence Olivia Tunks (19 de julio de 1891 - 22 de febrero de 1985) fue una sufragista militante y miembro de la Unión Social y Política de las Mujeres (WSPU, por sus siglas en inglés) que con Hilda Burkitt participó en una campaña de incendio provocado en Suffolk en 1914 por la cual ambas recibieron sentencias de prisión. 

## Biografía
Florence Tunks nació en Newport, Monmouthshire en 1891, la mayor de cuatro hijas de Gilbert Samuel Tunks (1863–1933), un ingeniero, y Elizabeth "Bessie" Ann Hall (1866–1947). Desde al menos 1894 hasta 1911, la familia vivía en Cardiff en Gales, donde su padre dirigía Tunks and Co. El censo de 1911 para Cardiff enumera a Florence Tunks como contadora y todavía era contadora cuando vivía con sus padres y tres hermanas en el 20 Bisham Gardens en Highgate.

## Sufragista
En algún momento alrededor de 1914 se unió a la Unión Social y Política de las Mujeres y se convirtió en una sufragista militante. En abril de 1914, junto a su compañera sufragista Hilda Burkitt quemó dos pilas de trigo en Bucklesham Farm valoradas en £ 340, el Pabellón en el muelle de Britannia en Great Yarmouth y el Bath Hotel en Felixstowe, causando daños de £ 35,000 a este último como parte de la campaña por el sufragio femenino. No había ocupantes ni en el Pabellón ni en el hotel. Las dos mujeres se negaron a responder preguntas en la corte y se sentaron en una mesa charlando durante todo el proceso de espalda a los magistrados. Por sus acciones, Tunks recibió una sentencia de nueve meses que cumplió en la prisión de Holloway. 
Estudió para obtener un certificado en enfermería entre 1915 y 1918 en la Derbyshire Royal Infirmary en Derby y obtuvo el título de enfermera en Londres en 1923. En 1946 aparece en el Registro de Enfermería como viviendo con su madre viuda en la casa familiar de Bisham Gardens en Highgate. Nunca se casó y murió en el hogar de ancianos Glindon en Lewes Road en Eastbourne, Sussex Oriental en 1985 a la edad de 93 años.